# 中國香港滑浪風帆會
中國香港滑浪風帆會（英語：Windsurfing Association of Hong Kong, China）是專門管轄香港滑浪風帆事務的組織。該組織成立於1979年。現時，中國香港滑浪風帆會是國際滑浪風帆總會和亞洲滑浪風帆總會的成員，旗下逞要的比賽包括香港滑浪風帆巡迴賽、香港滑浪風帆公開賽以及香港青少年滑浪風帆賽。

## 資料來源
1. ↑  .   [2013-12-27]. （原始内容存档于2015-10-22）.

## 外部連結
- 官方网站 （页面存档备份，存于）